# Lagarrigue (Lot-et-Garonne)
Lagarrigue ist eine französische Gemeinde mit 274 Einwohnern (Stand 1. Januar 2022) im Département Lot-et-Garonne in der Region Nouvelle-Aquitaine (vor 2016 Aquitaine). Sie gehört zum Arrondissement Agen und zum Kanton Le Confluent. Die Einwohner werden Lagarrigais genannt.

## Geografie
Die Gemeinde Lagarrigue liegt im Westen des Agenais, etwa 22 Kilometer westnordwestlich von Agen. Umgeben wird Lagarrigue von den Nachbargemeinden Aiguillon im Westen und Norden, Galapian im Osten sowie Port-Sainte-Marie im Süden.

## Bevölkerungsentwicklung
| Jahr                       | 1962 | 1968 | 1975 | 1982 | 1990 | 1999 | 2006 | 2012 | 2022 |
| -------------------------- | ---- | ---- | ---- | ---- | ---- | ---- | ---- | ---- | ---- |
| Einwohner                  | 158  | 172  | 168  | 212  | 280  | 270  | 280  | 287  | 274  |
| Quellen: Cassini und INSEE |      |      |      |      |      |      |      |      |      |

## Sehenswürdigkeiten

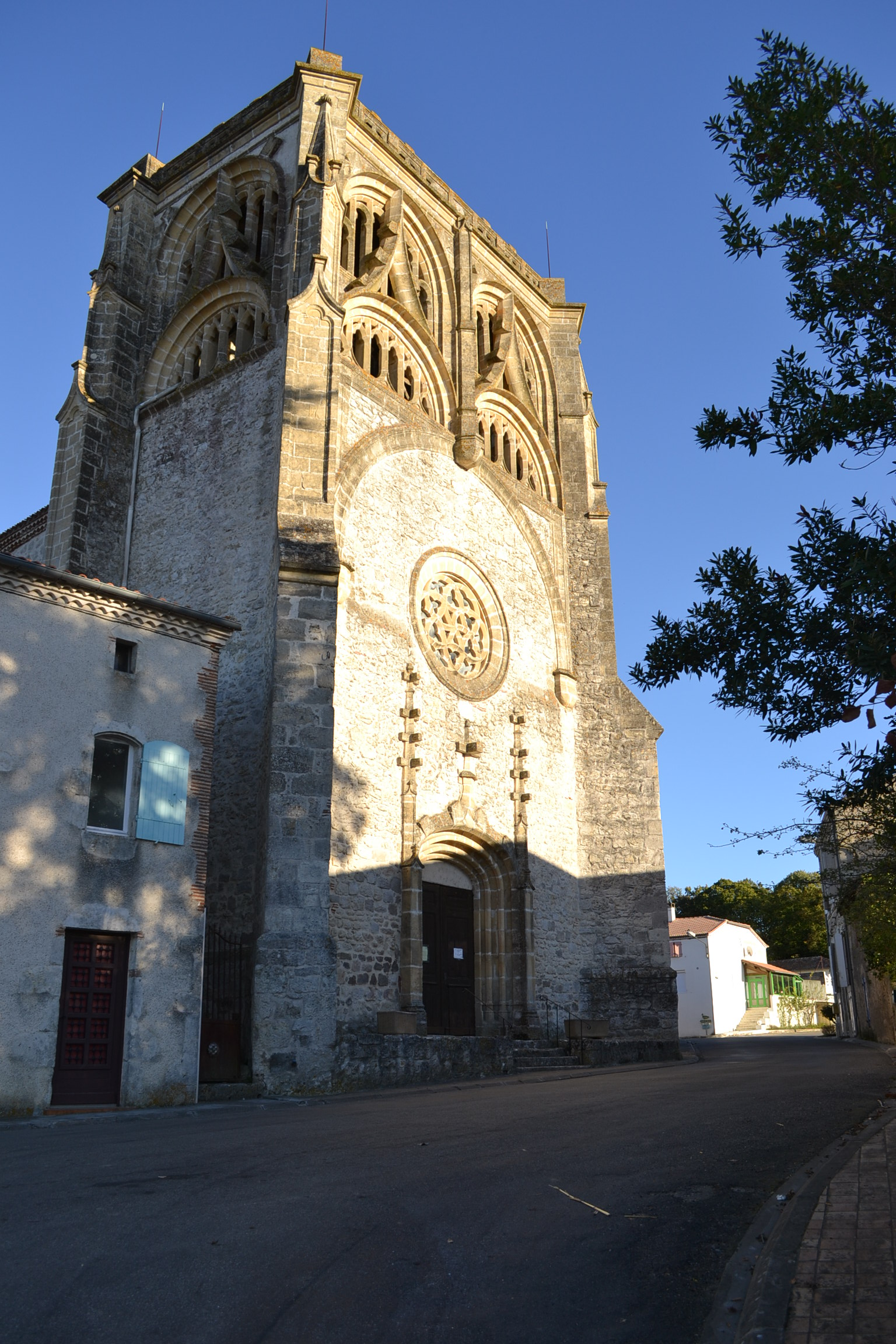
Kirche Notre-Dame

- Kirche Notre-Dame